# 백광훈
백광훈(白光勳, 1537년 ~ 1582년)은 조선 명종, 선조 때의 문인이다. 본관은 해미(海美). 자는 창경(彰卿), 호는 옥봉(玉峰). 전라도 장흥 출신.

## 생애
고조부인 회(繪)가 현감(縣監)을 지내고 1429년 부남(府南) 기산(岐山)으로 이거하여 백광홍은 기산에서 태어났다.
1564년(명종 19) 진사시에 입격하였다. 1577년(선조 10) 선릉(宣陵)과 전주영전(全州 影殿) 참봉(參奉)을 지내고, 1578년(선조 11) 정릉 참봉을 거쳐 1580년(선조 13) 예빈시 참봉 겸 주자도감(鑄字都監) 감조관(監造官)을 지냈다. 1582년(선조 10) 소격서 참봉으로 있었다.
1582년(선조 10) 졸(卒)했다.
형인 기봉(岐峯) 백광홍(白光弘), 풍잠(風岑) 백광안(光顔), 종형인 동계(東溪) 백광성(白光城)과 함께 모두 시문에서 뛰어나 '일문 사문장(一門 四文章)'이라 하였다.
사후인 1608년 아들 진남(振南)이 전라 감사 윤안성(尹安性)의 도움을 받아 백광훈의 유작을 모아서 《옥봉유고》(玉峯遺稿)를 간행했다.

## 가계
- 부 : 백세인(白世仁)
- 모 : 광산 김씨(光山金氏) 첨정(僉正) 김광통(金廣通)의 녀
  - 형 : 백광홍(白光弘), 〈관서별곡〉의 저자
    - 조카 : 백붕남(白鵬南, 1540년 ~ ? )

  - 형 : 광안(白光顔, 1527년 ~ ? )
  - 취(娶) : 하동 정씨(河東鄭氏) 현감(縣監) 강옥(崗玉) 女
  - 재취(再娶) : 하동 정씨(河東鄭氏) 부위(副尉) 응서(應瑞) 女
    - 아들 : 진남(振南, 1564년 ~ 1618년) 난중일기에 나오는 '백진사', 정유재란 때 이순신의 진중에서 군량미 지원과 의병 모집에 협력.
- 숙부 : 세의(世義)
- 숙부 : 세례(世禮)
  - 종형 : 광성(白光城, 1527년 ~ 1567년) 해미 백씨 시조

## 조선 중기 팔문장계
문장에 뛰어나 이이, 송익필, 이달, 최경창, 최립, 이산해, 하응림 등과 함께 팔문장계로 불렸다.

## 작품
《청구영언》에 시조 1수가 전한다. "五世讐(오세수) 갑흔 후에 金刀의 업을 닐워. 삼만 戶 사양하고 赤松子 좃차가니. 아마도 見機高蹈(견기고도)난 子房인가 하노라."